# Маслеников, Борис Семёнович
Борис Семенович Маслеников (19 апреля 1887 (по другим данным 20 апреля), Москва, Российская империя — 2 октября 1947, Новосибирск, РСФСР, СССР) — один из первых российских авиаторов (диплом № 325 от 8 ноября 1910 года), талантливый изобретатель, предприниматель и организатор.

## Биография
Из семьи инженера Семёна Масленикова, отца пятерых детей. Брат — Виталий.
Окончил Реальное училище Воскресенского в Москве и Мюнхенскую школу живописи. В 1907 году поступил на физико-математический факультет Московского университета, где учился два года. Увлёкся авиацией и, уехав во Францию, успешно сдал экзамен на звание пилота-авиатора в г. Жювези. Купил аппарат «Фарман» и в ноябре 1910 года уехал в Болгарию с показательными полётами. Стал первым авиатором, совершившим удачные полёты на Балканах (все предыдущие попытки других авиаторов оканчивались неудачей): «Царь Фердинанд два раза поднимался со мной на аэроплане». Сборы от одного из показательных выступлений в размере 5000 франков пилот пожертвовал организованному им первому в Болгарии аэроклубу.
После Болгарии Маслеников по приглашению военного министра прибыл в Сербию, где совершил ряд полетов в Баница (близ Белграда). Здесь он обучал полётам военных офицеров; один из его учеников, капитан Милетич, стал начальником первой авиационной школы в Сербии. Несколько раз Маслеников совершал полеты с королевичем Георгием.
Заслуги Масленикова были отмечены: в Болгарии 10 февраля 1911 года он был награждён орденом «За гражданские заслуги»; в Сербии он был удостоен ордена «Святого Саввы» 5-й степени.
После Сербии Маслеников два месяца провёл с показательными полетами в Турции (Сан-Стефано).
После возвращения в Россию, в начале лета 1911 года (с 27 мая по 7 июня) на Ходынском поле, находившемся в ведении штаба Московского военного округа, где располагались военные лагеря, стрельбище и артиллерийский полигон, Московское общество воздухоплавания организовало авиационные соревнования, на которых Б. С. Масленников впервые в России летал на «Фармане VII» с установленном на самолёте пулемётом.
Летом 1911 года (23—24 июля по старому стилю) участвовал в первом в России междугороднем перелёте Петербург—Москва.
Маслеников совместно с Васильевым организовал первую в Москве частную авиашколу «Орёл» на Ходынке: журнал «Автомобиль и воздухоплавание» (1911. — № 14) сообщал: «Обучение будет проводиться на аппаратах Фармана, Блерио, Анрио и Антуанетт. Плата за весь курс назначена 500 руб., причем ученики будут пользоваться многими льготами, а наиболее способные будут учиться даром».
Вскоре у него были уже три аппарата «Фарман», изготовленные лётчиком и конструктором А. Я. Докучаевым; за постройку аппарата «Докучаев-2» («Биплан Докучаева и Масленникова») он был удостоен большой серебряной медали от Министерства торговли и промышленности на 2-й воздухоплавательной выставке, осенью 1913 года. Всего до 1915 года было построено 11 аэропланов, обучено 20 пилотов.
В 1912 году Б. С. Маслеников был избран председателем «Московского общества летчиков» и действительным членом московского отделения Русского Императорского технического общества.
С 1914 года он жил в доме бесплатных квартир Бахрушина на Софийской набережной. Имеется информация, что он преподавал в ремесленном училище, основанном Бахрушиными; посещал дом К. П. Бахрушина на Кузнецкой улице (ныне Новокузнецкая, 27), где, скорее всего и познакомился с будущей женой, Ниной Константиновной Бахрушиной (22.09.1892—10.12.1966).
С 1912 по 1917 годы являлся совладельцем частного предприятия «Стройконтора Финкельштейна», принимал участие в строительстве первого радиотелеграфного завода в Москве, в 1916 году открыл предприятие по выпуску сухих электрических элементов «М-К» и графитовых электродов для нужд армии. Одновременно занимался обучением военных летчиков, работал директором «Московского завода слабых токов», возглавлял «Товарищество Б. С. Маслеников и Ко».
В 1919 году он работал на заводе акционерного общества «Пулемет»; в 1920 году открыл кустарное предприятие по выпуску огнеупорных кирпичей; получил приглашение на строительство телеграфно-телефонного завода; в 1921 году принял участие в строительстве «Трансатлантической Радиостанции» в Богородске (построена так и не была), а по приглашению К. Станиславского и В. Немировича-Данченко руководил строительной частью реставрации Московского художественного театра.
В 1922 году на деревообрабатывающем заводе Б. Фишера организовал мастерскую по изготовлению лыж и пропеллеров для самолётов, позже безвозмездно переданную Главвоздухофлоту.
29 декабря 1923 года постановлением комиссии НКВД по административным высылкам он был выслан из Москвы в Нарымский край как «социально вредный элемент». Больше в столицу уже не вернулся.
Проработав полгода в авиасекции Губсовета Красноярска, в июне 1924 года был отозван в Новониколаевск. До 1927 года состоял на службе в «СибОсоАвиаХиме» в должности инструктора. Занимался постройкой планеров (1924), организацией авиакружков, агитационных перелетов, прокладке и освоению воздушных трасс над Сибирью, принимал участие в разработке «Ген. плана по воздушным сообщениям в Сибири». В это же время успевал участвовать в деятельности Сибгосоперы в качестве режиссёра (поставил две оперы) и как член худсовета. Занимался издательской деятельностью (как редактор и художник). В 1927—1929 гг. официально нигде не работал.
В 1929—1931 годах — начальник производственного отдела Сиблага ОГПУ, в 1931—1932 — начальник Особого проектно-конструкторского бюро № 14 (прообраз «шарашки») при ПП ОГПУ в Новосибирске. С 1933 года работал начальником спецлаборатории «Дальстроя». О характере работы лаборатории можно судить по докладным запискам наркому К. Е. Ворошилову, в которых Маслеников в резкой форме писал о недопустимости экспорта концентрата золотосодержащих руд в Германию.
В августе 1938 года Б. С. Маслеников с супругой, приехавшей к нему в декабре 1926 года, планировали отъезд в Ленинград, но 4 августа 1938 года был арестован по обвинению в шпионаже в пользу Германии и проведении антисоветской агитации. Виновным себя не признал, но 15 апреля 1939 года постановлением Особого совещания при НКВД СССР был осуждён по ст.ст. 58-6-10 УК РСФСР на 8 лет лагерей. Срок отбывал в Краслаге. Освобождён 3 августа 1946 года.
Скончался 2 октября 1947 года в Новосибирске от рака желудка и пищевода.
Реабилитирован, в чём большая заслуга директора Института Горного дела Н. А. Чинакала, определением Военного трибунала Сибирского военного округа № 5-н 25.04.1972 за отсутствием состава преступления.